# 落合義和

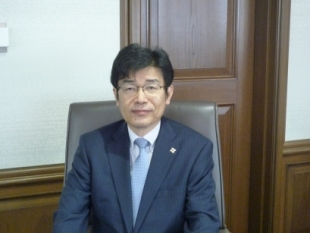
東京高等検察庁検事長時に公開された肖像写真

落合 義和（おちあい よしかず、1960年1月7日 - ）は、日本の検察官、弁護士。元東京高等検察庁検事長。
北海道出身。1984年東京大学法学部第一類卒業。司法修習38期。
1986年、検察官任官、札幌地方検察庁検事。1987年旭川地方検察庁検事。1989年静岡地方検察庁沼津支部検事。1991年東京地方検察庁検事。1993年法務省刑事局付。1994年外務省在フランス日本国大使館一等書記官。1997年法務省刑事局付。1998年東京地方検察庁検事。2000年水戸地方検察庁三席検事。2001年内閣官房司法制度改革推進本部事務局参事官。2004年法務省刑事局参事官。2005年法務省刑事局総務課企画調査室長。2006年東京地方検察庁刑事部副部長。2007年東京地方検察庁特捜部副部長。2009年法務省刑事局刑事課長。2011年1月11日、東京地方検察庁公判部長。2012年7月12日、同庁刑事部長。2013年4月10日最高検察庁検事、2013年6月5日富山地方検察庁検事正、2015年1月23日、最高検察庁検事、2015年10月2日、東京地方検察庁次席検事、2017年4月17日、さいたま地方検察庁検事正を経て、2018年2月26日最高検察庁刑事部長。2020年7月17日次長検事。2022年6月24日、東京高等検察庁検事長。2023年1月6日、退官。同年4月西村あさひ法律事務所オブカウンセル。同年6月旭化成監査役。同年法務省検察官適格審査会予備委員。